# Carré magique plus que parfait
En mathématiques, un carré magique plus que parfait est un carré magique contenant les nombres 1 à n2 avec deux propriétés supplémentaires (où n désigne la taille du carré) :
1. la somme sur chaque sous-carré de taille 2 × 2 vaut 2S où S = n2 + 1 ;
2. la somme de chaque paire d'entiers distants de n/2 le long d'une diagonale (majeure) vaut S.

Tout carré magique plus que parfait est aussi un carré panmagique.
Les carrés magiques plus que parfaits sont tous d'ordre 4n. Dans leur livre, Kathleen Ollerenshaw et David S. Brée donnent une méthode de construction et d'énumération de tous les carrés magiques plus que parfaits. Ils montrent aussi qu'il existe une bijection entre les carrés inversibles et les carrés magiques plus que parfaits.
Pour n = 36, il existe environ 2,7 × 1044 carrés magiques plus que parfaits dans la forme standard de Frénicle (c'est-à-dire qu'il existe autant de carrés magiques plus que parfaits, à équivalence près).

## Exemples
Deux carrés magiques plus que parfaits de taille 12 × 12 peuvent être obtenus en ajoutant 1 à chacune des cases :
```
       
[,1] [,2] [,3] [,4] [,5] [,6] [,7] [,8] [,9] [,10] [,11] [,12]

 
[1,]
   64   92   81   94   48   77   67   63   50    61    83    78
 
[2,]
   31   99   14   97   47  114   28  128   45   130    12   113
 
[3,]
   24  132   41  134    8  117   27  103   10   101    43   118
 
[4,]
   23  107    6  105   39  122   20  136   37   138     4   121
 
[5,]
   16  140   33  142    0  125   19  111    2   109    35   126
 
[6,]
   75   55   58   53   91   70   72   84   89    86    56    69
 
[7,]
   76   80   93   82   60   65   79   51   62    49    95    66
 
[8,]
  115   15   98   13  131   30  112   44  129    46    96    29
 
[9,]
  116   40  133   42  100   25  119   11  102     9   135    26

[10,]
  123    7  106    5  139   22  120   36  137    38   104    21

[11,]
  124   32  141   34  108   17  127    3  110     1   143    18

[12,]
   71   59   54   57   87   74   68   88   85    90    52    73
```

```
       
[,1] [,2] [,3] [,4] [,5] [,6] [,7] [,8] [,9] [,10] [,11] [,12]

 
[1,]
    4  113   14  131    3  121   31  138   21   120    32   130
 
[2,]
  136   33  126   15  137   25  109    8  119    26   108    16
 
[3,]
   73   44   83   62   72   52  100   69   90    51   101    61
 
[4,]
   64  105   54   87   65   97   37   80   47    98    36    88
 
[5,]
    1  116   11  134    0  124   28  141   18   123    29   133
 
[6,]
  103   66   93   48  104   58   76   41   86    59    75    49
 
[7,]
  112    5  122   23  111   13  139   30  129    12   140    22
 
[8,]
   34  135   24  117   35  127    7  110   17   128     6   118
 
[9,]
   43   74   53   92   42   82   70   99   60    81    71    91

[10,]
  106   63   96   45  107   55   79   38   89    56    78    46

[11,]
  115    2  125   20  114   10  142   27  132     9   143    19

[12,]
   67  102   57   84   68   94   40   77   50    95    39    85
```